# Sorokpolány
Sorokpolány é um município da Hungria, situado no condado de Vas. Tem 13,29 km² de área e sua população em 2015 foi estimada em 797 habitantes.